# Christopher Duplanty
Christopher „Chris“ David Duplanty (* 21. Oktober 1965 in Palo Alto) ist ein ehemaliger Wasserballspieler aus den Vereinigten Staaten. Er gewann 1988 die olympische Silbermedaille. 1995 siegte er mit der Nationalmannschaft der Vereinigten Staaten bei den Panamerikanischen Spielen.

## Karriere
Der 1,90 m große Christopher Duplanty ging im Bundesstaat Hawaii auf die Punahou High School und studierte ab 1984 an der University of California, Irvine. Seit 1984 gehört er dem Newport Athletic Club an. 1989 gewann er die nationale College-Meisterschaft. Mit Newport war er viermal US-Meister.
Von 1987 bis 1998 spielte Duplanty in der Nationalmannschaft der Vereinigten Staaten, wobei er bis zu dessen Karriereende 1992 zweiter Torwart hinter Craig Wilson war. Bei den Olympischen Spielen 1988 in Seoul wurde er in allen sieben Spielen eingewechselt. Das US-Team besiegte im ersten Vorrundenspiel die jugoslawische Mannschaft mit 7:6, verlor dann aber gegen die Spanier. Am Ende belegte die Mannschaft in der Vorrunde den zweiten Platz. Im Halbfinale bezwangen die Amerikaner die Mannschaft aus der Sowjetunion mit 8:7. Im Finale trafen sie dann wieder auf die Jugoslawen und unterlagen 7:9.
Anfang 1991 bei der Weltmeisterschaft in Perth erreichte das US-Team ebenfalls das Halbfinale, nach Niederlagen gegen Jugoslawien und gegen Ungarn belegte die Mannschaft den vierten Platz. Bei den Panamerikanischen Spielen 1991 in Havanna verlor das US-Team im Finale gegen Kuba. 1992 bei den Olympischen Spielen in Barcelona wurde Duplanty nur im Vorrundenspiel gegen die Mannschaft aus der Tschechoslowakei eingesetzt. Das US-Team belegte am Ende den vierten Platz.
1994 bei der Weltmeisterschaft in Rom belegte das US-Team den sechsten Platz. Im Jahr darauf siegten die Mannschaft bei den Panamerikanischen Spielen in Mar del Plata mit einem 16:5 im Finale gegen Brasilien. Bei den Olympischen Spielen 1996 in Atlanta spielte Duplanty fast durch, Dan Hackett kam lediglich in zwei Spielen zu Kurzeinsätzen. Das US-Team belegte in diesem Turnier den siebten Platz.
Duplanty fungierte von 1998 bis 2000 als Assistenztrainer bei der Frauen-Nationalmannschaft der Vereinigten Staaten. Zur gleichen Zeit war er in der Athletenkommission des United States Olympic & Paralympic Committee, ab 2001 war er dort Mitglied des Exekutivkomitees. Nachdem Duplanty bereits als Repräsentant für Adidas tätig gewesen war, wurde er in den 2010er Jahren Verkaufsdirektor des Schwimmausrüsters Arena für Nordamerika.